# Panoz Esperante
El Panoz Esperante es un automóvil deportivo fabricado por Panoz, un fabricante de automóviles estadounidense

## Primera generación
Mostrado por primera vez en el Salón del Automóvil de Nueva York de 2000, el Esperante fue la continuación del primer modelo de la compañía, el minimalista Roadster. La empresa diseñó el esperante para que fuera fácil de fabricar, con el chasis diseñado en cinco módulos haciendo un uso extensivo de aluminio extruido. No hubo que soldar, sino que las piezas se unieron y atornillaron entre sí. Panoz también aprovechó los numerosos artesanos de la aviación ubicados en Atlanta y sus alrededores, también para el diseño y la fabricación.
Ha habido varias versiones del Esperante original: el modelo base original (que luego recibió el apodo de GT), el cupé GTLM, el GTS, el JRD (una marca de actualización del mercado de accesorios similar a los Roush Mustang) y el Brabham. Cada modelo tiene diferentes especificaciones. El GTLM, por ejemplo, utiliza un sobrealimentador para aumentar la potencia de 305 hp (227 kW) a 420 hp (313 kW), elevando el rendimiento de 0 a 60 mph en 5 a 4 segundos. El GTS, por otro lado, está construido como un automóvil con especificaciones de clase de conductor, según los estándares SCCA, con arnés, jaula antivuelco, barras laterales, Además, es alrededor de 600 lb (272 kg) más liviano que el Esperante base, tiene un acero Motor de carreras V8 de 5,8 litros que produce 385 bhp (287 kW; 390 PS) y está hecho de paneles fácilmente reemplazables para facilitar reparaciones de carrera con pequeños impactos. Puede acelerar de 0 a 60 mph (97 km/h) en 4,2 segundos, alcanzar una velocidad máxima de 182 mph (293 km/h) y alcanzar 0,98 g de agarre lateral.
Los motores de Panoz para la primera generación procedían de la familia Modular V8 de Ford Motor Company.

## Segunda generación
Producidos en 2014, el Spyder de 430 hp de 2015 y el Spyder GT de 560 hp solo estuvieron en producción durante aproximadamente un año. Además del Ford Modular V8, la segunda generación estaba equipada con motores General Motors LS más potentes, con sobrealimentación disponible.

## Esperante GTLM
Panoz desarrolló una versión de carreras del Esperante conocida como Esperante GT-LM para la categoría GT2 de las 24 Horas de Le Mans. 2006 fue un año de logros notables para Panoz.
El equipo #50 Multimatic Motorsports, Panoz Esperante GT-LM, logró el primer lugar en el podio en la 55ª edición anual de las Doce Horas Mobil 1 de Sebring, superando a los habituales de GT2, BMW, Porsche, Ferrari y Spyker.
Ese junio, el Panoz Esperante GT-LM número 81, del equipo LNT con sede en Inglaterra, logró sobrevivir y adelantar a los contendientes restantes del LMGT2 en la última hora de las 24 Horas de Le Mans de 2006.
En Europa, el equipo LNT también hará campaña con dos Esperantes. Competirán en el Campeonato Británico GT y en la Le Mans Endurance Series. El equipo LNT regresará a las 24 Horas de Le Mans en 2007 con los coches nº 81 y nº 82.
Durante la temporada 2007 de American Le Mans, el Panoz Esperante GTLM estará gestionado, en Estados Unidos, por Tom Milner y el equipo PTG. Estarán en campaña dos GT-LM (#20 y #21). El equipo PTG obtuvo 1 podio en la clase GT2 en manos de Bill Auberlen y Joey Hand en el Sports Car Challenge 2007 de San Petersburgo. En el mismo año, Panoz Esperante GTLM también presentó al Robertson Racing Team como inscritos a tiempo parcial en la temporada 2007 de la ALMS en manos de Andrea Robertson, David Robertson y Arie Luyendyk Jr.